# Андрей Критский (преподобномученик)
О богослове и гимнографе см. — Андрей Критский
Андрей Критский (греч. Ανδρέου του εν Κρίσει) — христианский святой VIII века, почитаемый в лике преподобномучеников. Память святого совершается в православной церкви 30 октября (17 октября по старому стилю), в католической церкви 20 октября.

## Жизнеописание
Родился в первой половине VIII века на Крите, вёл монашескую жизнь в месте называемом Кастрон.
Мученическую смерть святой Андрей, сторонник иконопочитания, принял во времена иконоборческих гонений императора Константина Копронима. Андрей, узнав о начавшихся гонениях на иконы, пришёл в императорский дворец и обличил императора Константина в ереси. За это он был схвачен, избит и заточён в тюрьму. Когда святого Андрея волокли по земле к месту казни, некий торговец рассёк ему ногу ножом, и от этой раны святой скончался.
Тело преподобномученика Андрея было брошено в пропасть вместе с трупами преступников и только через три месяца его погребли благочестивые люди в месте Криси, где был монастырь с храмом святого апостола Андрея, который впоследствии стал известен как храм Андрея Критского. Смерть преподобномученика Андрея относят примерно к 760 году. Через 100 лет после его смерти преподобный Иосиф Песнописец написал канон святому.
Мощи св. Андрея Критского почивали в константинопольском храме Андрея в Крисе.